# Mondrian Investment Partners
Mondrian Investment Partners Limited är ett brittiskt investmentbolag som investerar i branscherna för energi, fastigheter, finans, hälso- och sjukvård, industri, informationsteknik, konsumtionsvaror, råvaror och telekommunikation. De har gjort större investeringar i bland annat Enel S.p.A., Eni S.p.A., Honda Motor Company, Ltd., Royal Dutch Shell plc, Sanofi S.A. och Telia Company AB. Mondrian förvaltar ett kapital på omkring $50 miljarder för den 31 december 2018.
Investmentbolaget grundades 1990.
De har 169 anställda varav 80 är delägare i företaget. Mondrian har sitt huvudkontor i London i England och med ytterligare kontor i Philadelphia, Pennsylvania i USA.